# Knud Danneskiold-Samsøe (1900-1969)
 Der er flere personer med dette navn, se Knud Danneskiold-Samsøe.
Hans Excellence (H.E.) Knud greve Danneskiold-Samsøe (29. marts 1900 i København – 2. oktober 1969 i Næstved) var overdirektør for Gisselfeld 1966-1969. Han var halvbror til Christian Danneskiold-Samsøe.
Knud Danneskiold-Samsøe var søn af Viggo Danneskiold-Samsøe og Ebba Caroline f. Petterson Rantzien. Han arvede stillingen som overdirektør for Gisselfeld Kloster og gods, efter at Valdemar Danneskiold-Samsøe, bosat i USA, havde fraskrevet sig sit arvekrav i 1967. Han var automobilforhandler hos General Motors Danmark og F. Bülow & Co.